# Serie A 1949 (pallavolo femminile)
La Serie A femminile FIPAV 1949 fu la 4ª edizione del principale torneo pallavolistico italiano femminile organizzato dalla FIPAV.
Il titolo andò nuovamente all'Invicta Trieste, al suo secondo scudetto consecutivo.

## Regolamento e avvenimenti
Al torneo presero parte 6 squadre, che disputarono un girone unico all'italiana con gare di andata e ritorno al meglio di 3 set su 5: venne pertanto eliminato il pareggio.

## Classifica
| Pos. | Squadra                | Pt | G  | V  | P | SV | SP |
| ---- | ---------------------- | -- | -- | -- | - | -- | -- |
| 1.   | Invicta Trieste        | 20 | 10 | 10 | 0 | 30 | 13 |
| 2.   | FARI Bergamo           | 14 | 10 | 7  | 3 | 26 | 16 |
| 3.   | Lega Nazionale Trieste | 12 | 10 | 6  | 4 | 24 | 17 |
| 4.   | FARI Brescia           | 10 | 10 | 5  | 5 | 22 | 20 |
| 5.   | Pavoniana Brescia      | 2  | 10 | 1  | 9 | 11 | 29 |
| 5.   | Ansaldo SIAC Genova    | 2  | 10 | 1  | 9 | 11 | 29 |

| Campione d'Italia |

## Fonti
- Filippo Grassia e Claudio Palmigiano (a cura di). Almanacco illustrato del volley 1987. Modena, Panini, 1986.